# Avi Malka
Avi Malka (in ebraico אבי מלכה‎?; Be'er Sheva, 28 luglio 1987) è un calciatore israeliano, difensore dell'Arad in prestito dal Dimona.

## Carriera
Ha giocato nella massima serie israeliana.